# Alexander Wiley

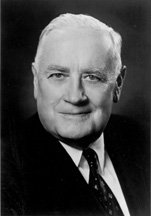
Alexander Wiley

Alexander Wiley, född 26 maj 1884 i Chippewa Falls, Wisconsin, död 26 maj 1967 i Germantown, Pennsylvania, var en amerikansk republikansk politiker. Han representerade delstaten Wisconsin i USA:s senat 1939-1963.
Wileys föräldrar var invandrare från Norge. Släkten kom från trakten kring Kongsberg och det ursprungliga efternamnet var Vilaplassen.
Wiley studerade vid Augsburg College i Minnesota och vid University of Michigan. Han avlade 1907 juristexamen vid University of Wisconsin-Madison. Han inledde därefter sin karriär som advokat i Wisconsin. Han var distriktsåklagare för Chippewa County 1909-1915.
Wiley var republikanernas kandidat i guvernörsvalet i Wisconsin 1936. Han förlorade mot Progressiva partiets kandidat Philip La Follette.
Wiley besegrade sittande senatorn F. Ryan Duffy i senatsvalet 1938. Joseph McCarthy utmanade Wiley utan framgång i republikanernas primärval inför 1944 års senatsval. Wiley omvaldes 1944, 1950 och 1956. Guvernör Gaylord Nelson besegrade honom i senatsvalet 1962. Wiley var ordförande i senatens utrikesutskott 1953-1955.
Wiley var frimurare och medlem av Sons of Norway. Hans grav finns på Forest Hill Cemetery i Chippewa Falls.